# Пам'ятник Тарасові Шевченку (Ірпінь)
Пам'ятник Тарасу Григоровичу Шевченку — пам'ятник на центральній площі міста Ірпінь, навпроти міської ради. 
Адреса монументу — вулиця Шевченка, 2 А. Відкритий 24 серпня 2017 року за ініціативи та власним коштом екс-мера Ірпеня Володимира Карплюка.
Авторами є скульптори Борис Крилов та Олесь Сидорук. Як матеріал використано бронзу та граніт. Цей пам'ятник доповнив композицію монументів видатним українським діячам — на цьому ж майдані встановлені бюсти Михайлові Грушевському, Пилипові Орлику, Богданові Хмельницькому та Ярославу Мудрому.
Ця пам'ятка зображує Тараса Шевченка в молодому віці, орієнтовно, коли створив «Кобзаря». Поета зображено з пензликом навколо створених ним же літературних образів. У композиції присутня символічна палітра: тут є соняхи, снопи пшениці, квіти, хатина під стріхою, птахи у вільному польоті та персонажі його творів.